# Bol'šoe Anisimovo
Bol'šoe Anisimovo (in lingua russa Большое Анисимово) è una città situata in Russia, nell'Oblast' di Arcangelo, più precisamente nel Primorskij rajon.